# La Côte (AOC)
L'appellation d'origine contrôlée La Côte concerne les vins de la région viticole autour de La Côte, dans le canton de Vaud, en Suisse.

## Histoire

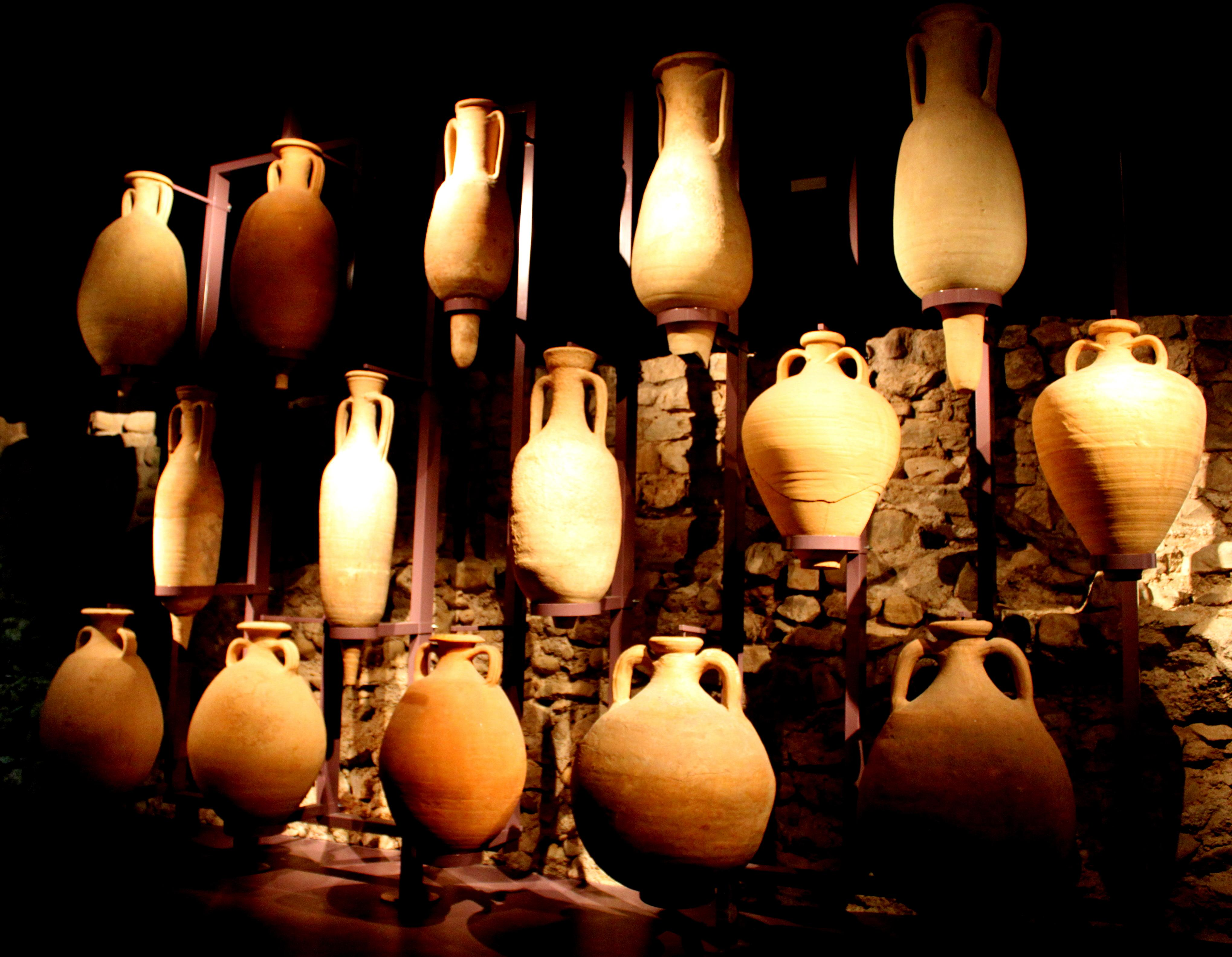
Amphores romaines au musée de Nyon.

Nyon, à mi-chemin entre Genève et Lausanne fut un grand marché gallo-romain (Noviodunum). Le musée romain de Nyon présente une riche collection d'amphores, preuve de l'importance de la vigne et du vin sur les rives du lac Léman après la conquête des Gaules par Jules César.
Le village médiéval de Perroy, témoigne que, dès le Xe siècle, grâce aux moines bénédictins le vignoble fut à nouveau prospère. L'arrivée des moines bourguignons de l'abbaye Saint-Philibert de Tournus, en 1132, donna une nouvelle expansion au vignoble puisque la paroisse de Perroy engloba Rolle et les villages voisins.
Sur le flanc occidental, l'Aubonne met un terme à La Côte, la rivière délimitant dès le Moyen Âge, le diocèse de Lausanne du diocèse de Genève avant l'occupation bernoise.

## Situation géographique

### Orographie
Si La Côte jouxte le lac Léman, son altitude moyenne plafonne à 450 mètres, ce qui correspond aux  exigences du chasselas pour une bonne maturité. Les hauts du vignoble se trouvent à Féchy et Mont-sur-Rolle.

### Géologie
Le terroir viticole de La Côte est composée de moraine du glacier du Rhône, reliquat de l'époque glaciaire du Würm. Composées de matériaux fins limoneux et argileux, elles recouvrent ou laissent affleurer des dépôts molassiques à caractères plus sableux.

### Climat
Le vignoble est situé dans une région au climat océanique tempéré chaud. Ses caractéristiques sont des printemps assez précoces, des étés chauds et secs et des automnes ensoleillés. (Cfb selon la classification de Köppen). Les vignes étant situées en coteaux, ce climat est naturellement plus doux au bord du lac (altitude : 375 m) qu’au sommet des vignobles (max. 600 m), le vignoble bénéficie à la fois de la protection de la chaîne du Jura et de l’effet régulateur thermique du lac Léman. La station de référence est à Changins (Nyon), situé à 455 mètres d’altitude, ce qui correspond pratiquement à la moyenne du vignoble. Au mois de juillet, la température oscille en moyenne entre 14 °C la nuit et 24 °C l’après-midi, avec un ensoleillement maximal et des orages, et entre -1,3 et 3,8 °C au mois de janvier, avec peu de soleil en raison des phénomènes de stratus et de brouillard de vallée dû au Léman. Les précipitations sont réparties tout au long de l'année, parfois sous forme de neige entre le mois de décembre et le mois de mars  avec 21,5 jours de neige gisante par an.
La bise est un vent froid et sec venu du nord-est, fréquent en hiver. Il provoque alors une chute de température, un ciel dégagé et une impression de froid accentuée par les rafales de vent. L'importante masse d'eau du lac Léman et la pente nord-sud face au soleil ont un effet sur le climat, qui est plus doux que dans les régions avoisinantes de Suisse et de France. Entre 2001 et 2012, la température la plus basse mesurée durant l'année a été de −13,7 °C (2009), la plus élevée de +36,6 °C (2003) et la plus forte rafale a dépassé les 180 km/h (2002).
| Mois                                | jan. | fév. | mars | avril | mai  | juin | jui. | août | sep. | oct. | nov. | déc. | année |
| ----------------------------------- | ---- | ---- | ---- | ----- | ---- | ---- | ---- | ---- | ---- | ---- | ---- | ---- | ----- |
| Température minimale moyenne (°C)   | −1,3 | −0,8 | 1,8  | 4,5   | 8,7  | 11,9 | 14,2 | 13,9 | 10,9 | 7,3  | 2,5  | −0,1 | 6,1   |
| Température moyenne (°C)            | 1,3  | 2,8  | 6    | 9,4   | 13,7 | 17,2 | 19,7 | 19,1 | 15,1 | 10,7 | 5,3  | 2,4  | 10,2  |
| Température maximale moyenne (°C)   | 3,8  | 5,4  | 10,1 | 14    | 18,7 | 22,4 | 25,2 | 24,6 | 19,8 | 14,5 | 8,1  | 4,7  | 14,3  |
| Ensoleillement (h)                  | 64   | 94   | 155  | 177   | 197  | 232  | 259  | 233  | 185  | 122  | 73   | 54   | 1 844 |
| Précipitations (mm)                 | 84   | 73   | 70   | 67    | 86   | 83   | 78   | 78   | 92   | 102  | 91   | 96   | 998   |
| Nombre de jours avec précipitations | 10   | 8,2  | 9,2  | 8,9   | 11,6 | 9,6  | 8,6  | 8,8  | 7,8  | 10,2 | 9,8  | 10   | 112,7 |

## Vignoble

### Étendue géographique
Le vignoble de La Côte étend ses 2 007 hectares sur 45 km de l'arc lémanique, de Commugny, à la frontière genevoise aux abords de Lausanne, et comprend toutes les communes viticoles des districts de Morges et de Nyon situées à l'ouest de la ville de Lausanne, hormis La Sarraz, Pompaples, Orny et Éclépens. Cela représente 52,4 % de la surface viticole vaudoise.

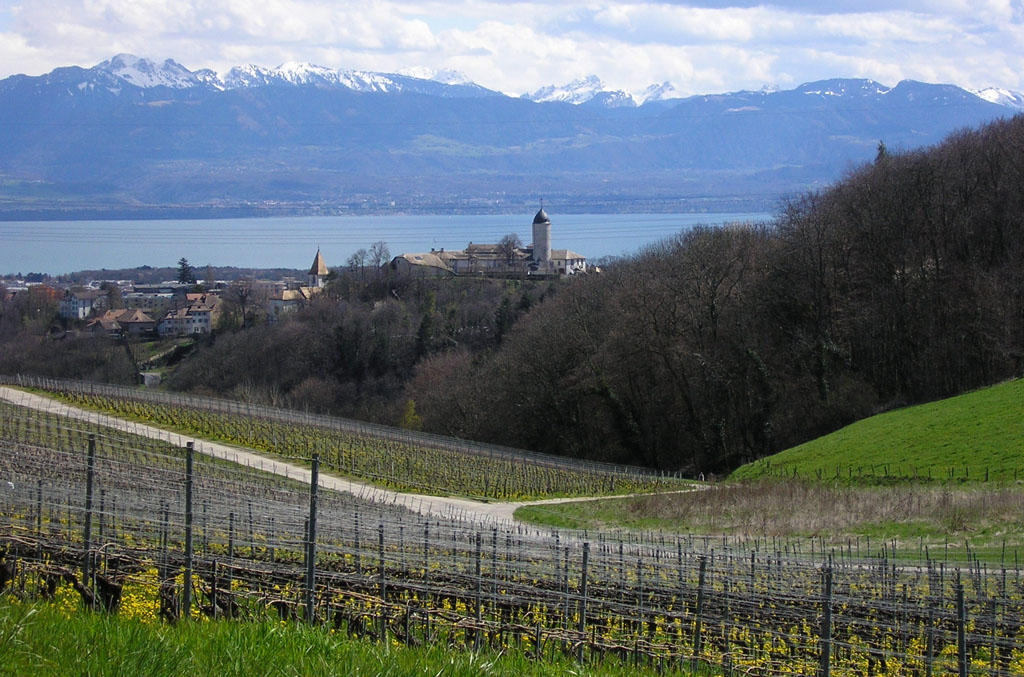
Aubonne.
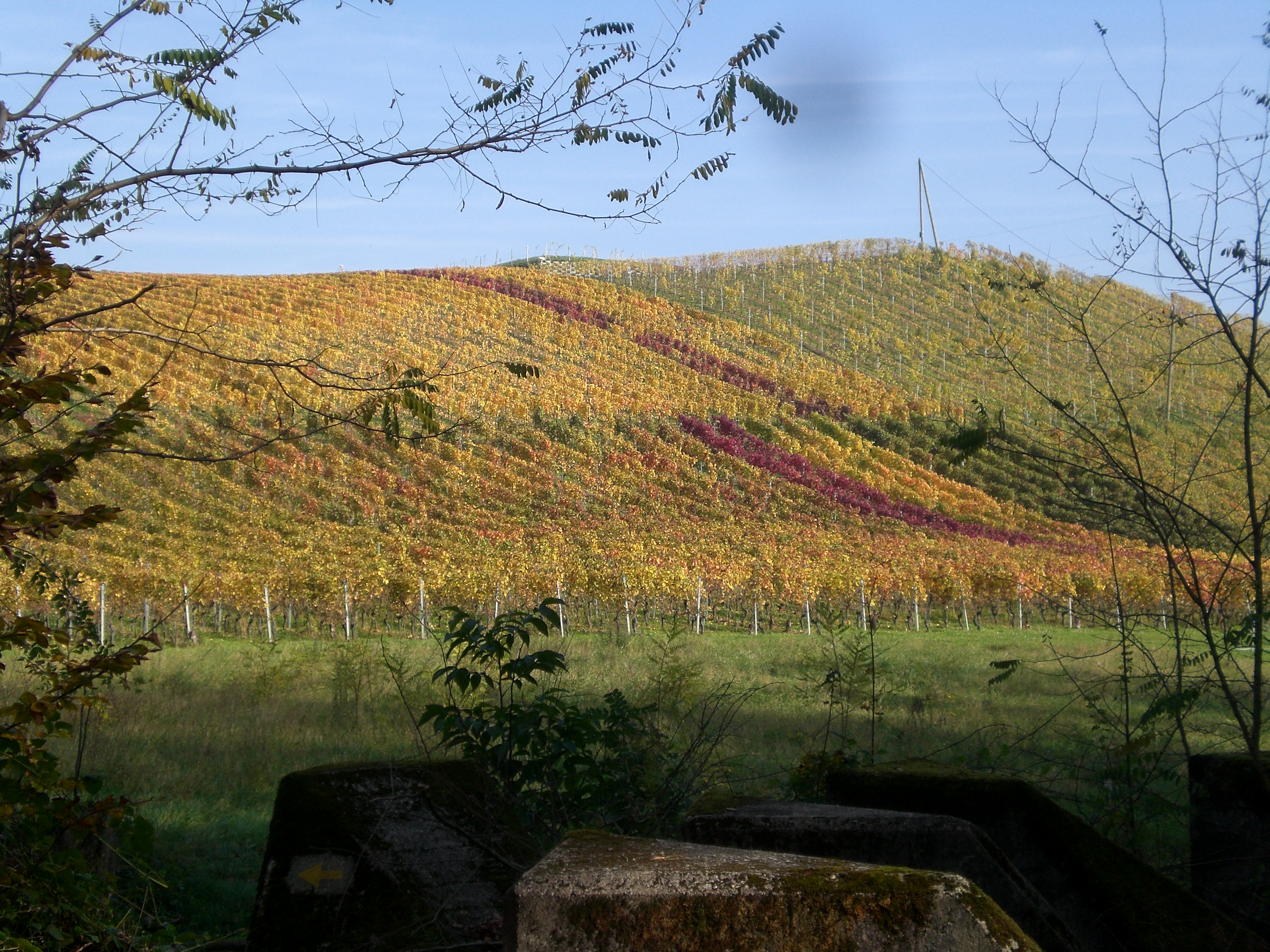
Begnins.
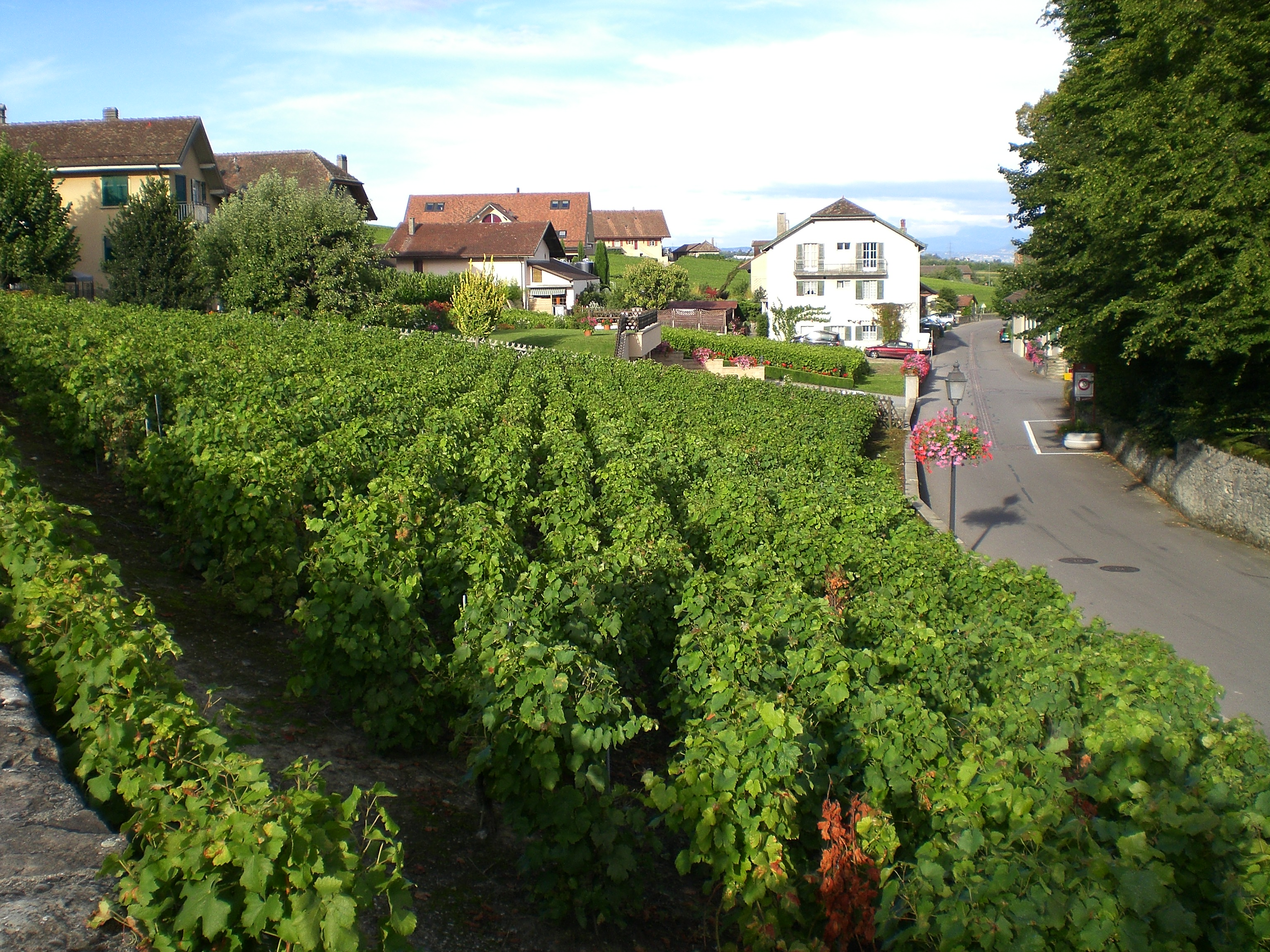
Féchy.
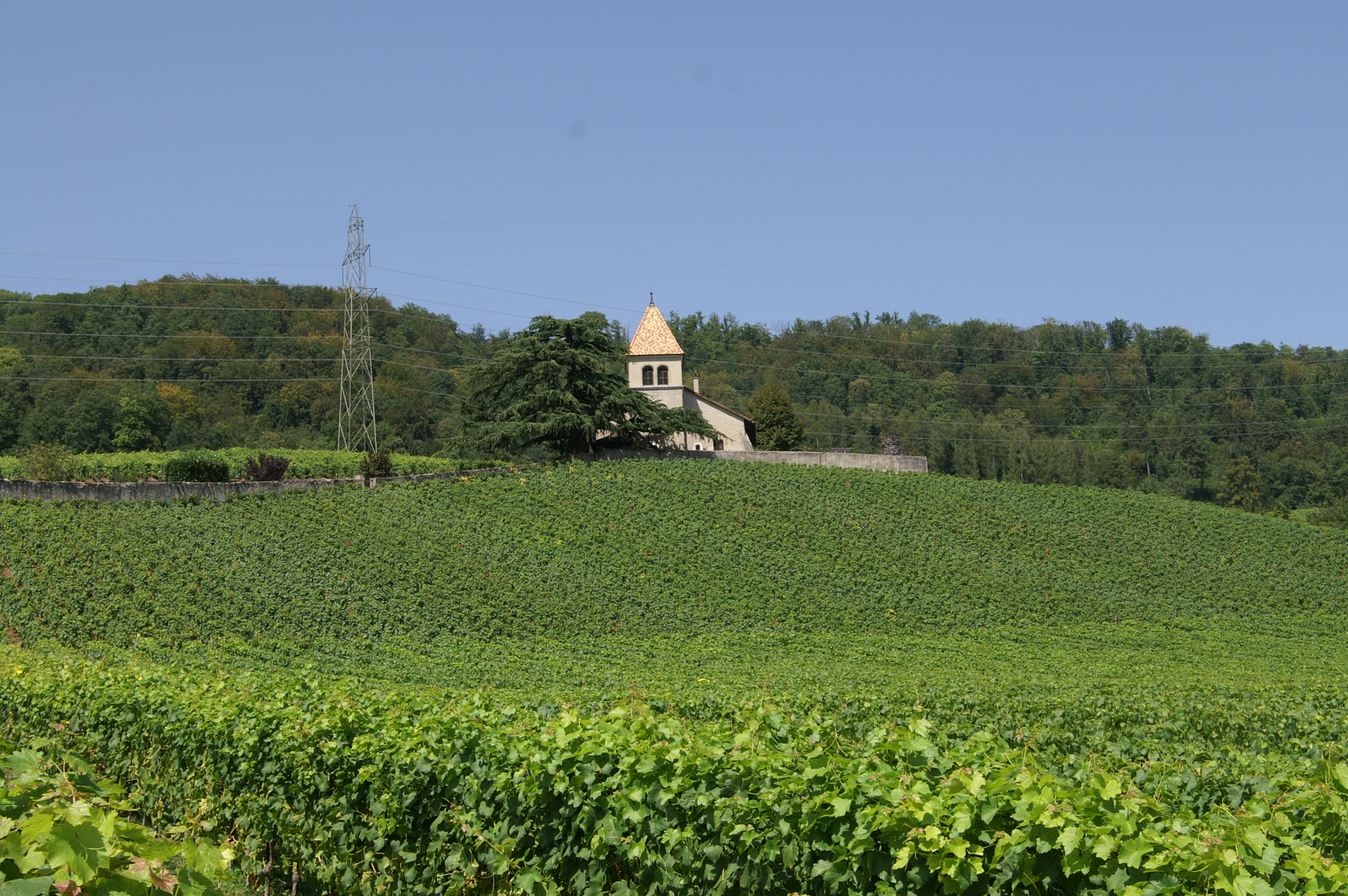
Luins.
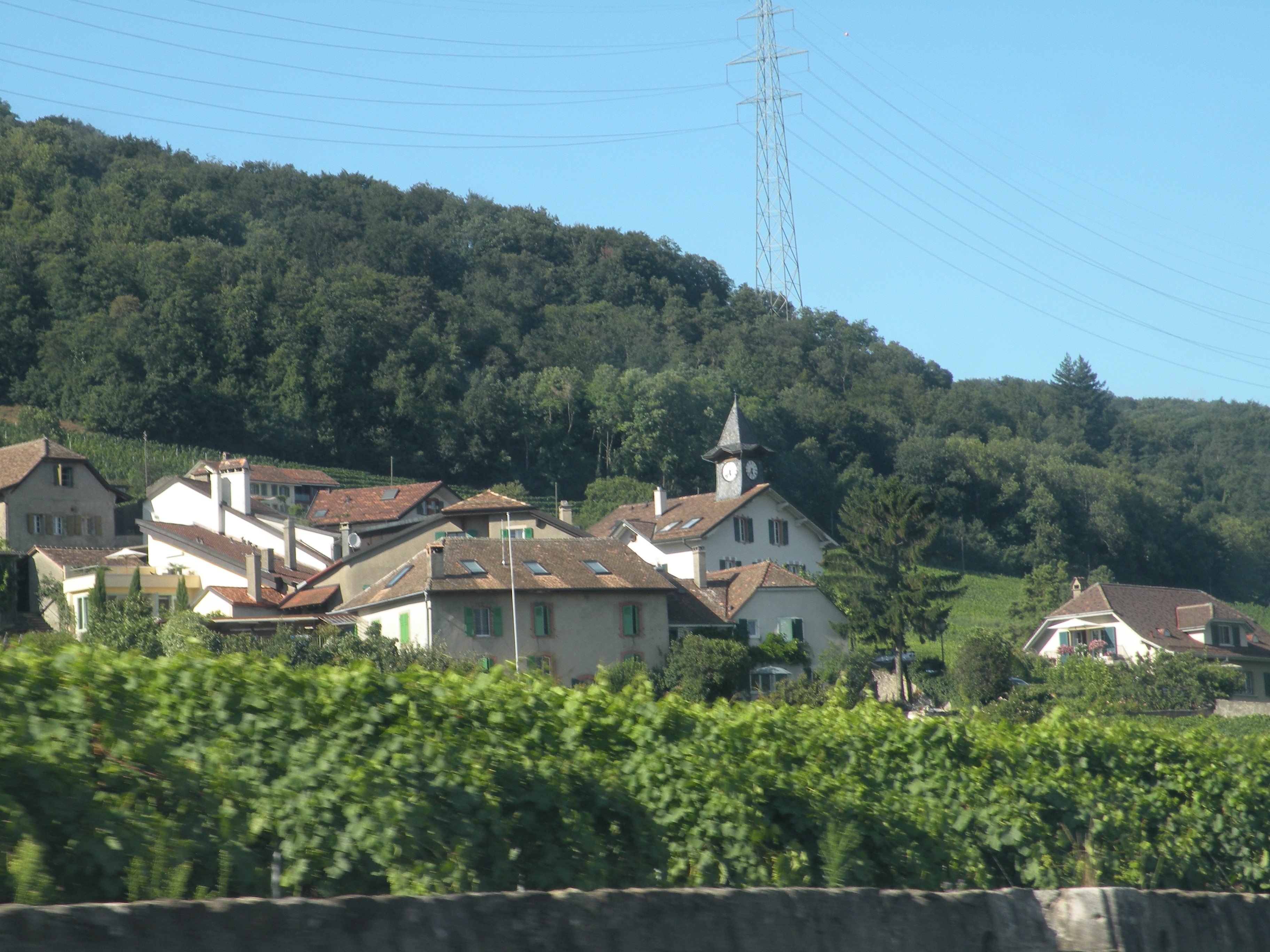
Vinzel.

L'AOC La Côte a pour appellations : Aubonne, Begnins, Bursinel, Féchy, Gilly, Lonay, Luins, Mont-sur-Rolle, Morges, Nyon, Perroy, Tartegnin, Vincy et Vinzel.
Dans ce terroir viticole, la « Bonne Côte » comprend les communes situées entre les rivières de l'Aubonne et de la Serine.

### Encépagement
Le chasselas, le pinot noir et le gamay, cépages de tradition dans ce terroir, occupent 90 % de l’encépagement. Depuis la fin du XXe siècle, les variétés rouges sont en augmentation avec le gamaret et le garanoir, variétés autochtones, ainsi que le plant Robert (gamay) et le servagnin (pinot noir). Mais le chasselas reste le cépage dominant. Les primes à l'arrachage ont été peu efficace et l'orientation viticole actuelle tend plus à réhabiliter le blanc vaudois. Ce vin est apte au vieillissement et son potentiel n'a été que peu ou pas exploité.
D'autres cépages ont été implantés comme le chardonnay, le traminer et l'aligoté .

### Méthodes culturales et réglementaires
Seuls les domaines homogènes et les châteaux de La Côte pratiquent une viticulture mécanisée.

### Terroirs et vins
Le terroir influence la structure des vins. Les terres graveleuses, situées à proximité des eaux, donnent des vins tout en finesse. Les terres plus lourdes des contreforts du Jura, produisent des vins charpentés. Les premiers se distinguent par leurs arômes floraux, les seconds par leurs saveurs fruitées.
Ce vignoble produit la moitié des vins blancs du Canton de Vaud. On remarque ceux de chasselas à leur caractère vif, fruité et léger, ainsi que les spécialités, comme les vins de chardonnay, de pinot gris et de gewurztraminer qui sont finement aromatiques. La région fournit également la moitié des vins rouges vaudois, ceux issus de pinot noir sont élégants et ceux de Gamay fruités et généreux.

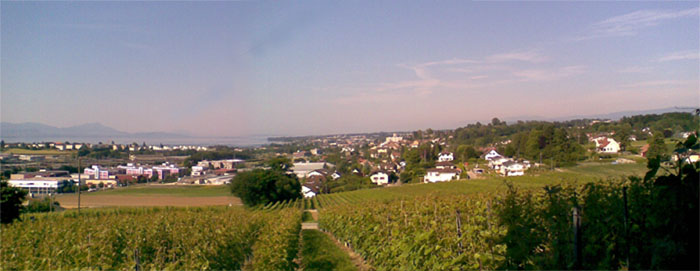
Vignoble de Lonay.

### Structure des exploitations
Sur 42 châteaux historiques que compte le canton, 32 se trouvent sur La Côte.

### Type de vins et gastronomie
Les plats régionaux dégustés avec du vin de La Côte sont notamment : les Malakoffs, pâte de fromage cuite sur du pain, les saucissons vaudois et pain mimosa, avec des rondelles de lard, les fondues au fromage, les poissons du lac et des rivières.

### Commercialisation et producteurs
Hormis le marché valaisan, très fermé, les AOC de La Côte se commercialisent fort bien sur le marché intérieur, en particulier en Suisse alémanique, débouché historique des vins du canton de Vaud depuis l'époque de la tutelle bernoise. Vignerons-encaveurs, propriétaires de châteaux ou de demeures bourgeoises reçoivent les visiteurs dans leurs caveaux.
Liste des caveaux de dégustation des producteurs de La Côte,
- Château Rochefort, Allaman
- Domaine de Clamogne, Aubonne
- Caveau du Château d’Aubonne, Aubonne
- Domaine La Capitaine, Begnins
- Domaine de Sarraux-Dessous, Begnins
- Domaine de Serreaux-Dessus, Begnins
- Cave Meylan, Bougy-Villars
- Domaine au Grand Clos, Bursinel
- Cave Beetschen, Bursins
- Château Le Rosey, Bursins
- Domaine de Corbière, Bursins
- Cave de la Charrue, Commugny
- Cave du Brantard, Denens
- Cave du Château, Denens
- Cave Mugnier, Duillier
- Château de Duillier, Duillier
- Domaine Parfum de Vigne, Dully
- Domaine des Ours, Dully
- Cave du Signal, Échichens
- Cave du Bon, Échichens
- Domaine Henri Cruchon, Échichens
- Château d'Étoy, Étoy
- Domaine des Chentres, Étoy
- Domaine de la Treille, Founex
- Cave Dupuis, Féchy-Dessous
- Kursner Vins, Féchy-Dessous
- Cave Saint-Vincent, Gilly
- Domaine de Chantegrive, Gilly
- Domaine de la Vissenche, Gilly
- Cave Philippe Bove, Givrins
- Cave du Village, Lavigny
- Domaine des Remans, Lavigny
- Cave de la Rose d'Or, Luins
- Cave du Treyblanc, Luins
- Caveau des vignerons de Luins-Vinzel, Luins
- Caves du Château de Luins, Luins
- Domaine des Sieurs, Luins
- Domaine la Passion, Luins
- Maison Dutruy, Luins
- Cave Girardet, Lully-sur-Morges
- Cave Albiez-Meylan, Mont-sur-Rolle
- Abbaye de Mont, Mont-sur-Rolle
- Caveau des vignerons, Mont-sur-Rolle
- Château de Mont, Mont-sur-Rolle
- Domaine Le Point du Jour, Mont-sur-Rolle
- Domaine Les Dames de Hautecour, Mont-sur-Rolle
- Domaine Montbenay, Mont-sur-Rolle
- Domaine d'Autecour, Mont-sur-Rolle
- Domaine de Beau-Soleil, Mont-sur-Rolle
- Domaine de Haute-Cour, Mont-sur-Rolle
- Domaine de Maison Blanche, Mont-sur-Rolle
- Domaine de Roliebot, Mont-sur-Rolle
- Domaine de Valmont, Morges
- Caveau des vignerons de Nyon, Nyon
- Cave Clair Obscur, Perroy
- Cave du Consul, Perroy
- Château de Malessert, Perroy
- Domaine de La Couronnette, Perroy
- Domaine du Feuillerage, Perroy
- Domaine de La Dolle, Rolle
- Domaine de Marcy, Saint-Prex
- Domaine de Terre-Neuve, Saint-Prex
- Domaine du Capitole, Signy
- Domaine de Chantemerle, Tartegnin
- Domaine de Chatagneréaz, Tartegnin
- Domaine de Penloup, Tartegnin
- Domaine de la Brazière, Tartegnin
- Domaine de la Montardière, Tartegnin
- Domaine des Chantailles, Tartegnin
- Château La Bâtie, Vinzel
- Domaine de la Tuilière, Vinzel
- Domaine de la Balle, Vufflens-le-Château
- Domaine du Plessis, Vufflens-le-Château
- Cave Jean-Daniel Coeytaux, Yens-sur-Morges

## Formation technique
L'École d'ingénieurs de Changins assume la formation en viticulture, œnologie et arboriculture.

## La route du vignoble de la Côte
La Route du Vignoble de la Côte a été tracée à partir de Versoix, près de Genève, jusqu'à Morges à plus de 50 km,.